# Herberg De Zwaan

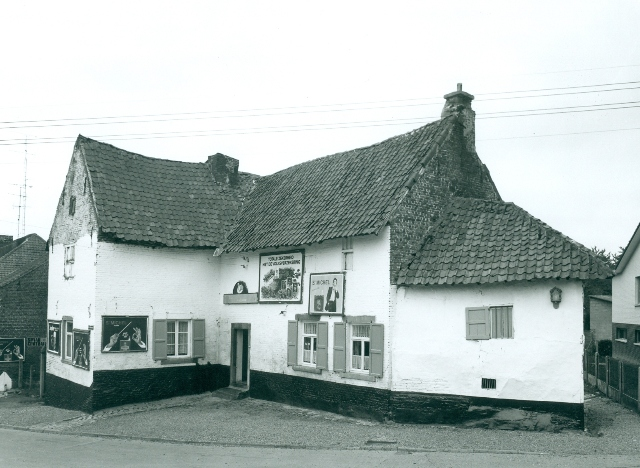
De herberg in 1975

Herberg "De Zwaan" is een pand in Groot-Gelmen, gelegen aan Klein-Gelmenstraat 1, in de Belgische gemeente Sint-Truiden.
Het tegenover de kerk gelegen pand was tot 1972 de dorpsherberg van Groot-Gelmen. Deze herberg werd vooral benut door reizigers in de tijd vóór de aanleg van de Luikersteenweg, welke plaatsvond van 1715-1740. De reizigers van Sint-Truiden naar Luik kwamen toen namelijk via landweggetjes ook door Groot-Gelmen.
Het T-vormige pand stamt uit 1656. Evenwijdig aan de straat was de herberg, en loodrecht daarop het woonhuis. In 1991 werd het gebouw geklasseerd als monument, en de omgeving ervan als beschermd dorpsgezicht. Het werd gerestaureerd en in 2008 heropend als café en brasserie.